# Flamengo de Pefine
Der Flamengo Futebol Clube de Pefine, meist nur Flamengo de Pefine, ist ein Fußballverein aus der guinea-bissauischen Ortschaft Pefine.
Seinen Namen erhielt der Verein in Anlehnung an den brasilianischen Klub Flamengo Rio de Janeiro.
Am Ende der Saison 2017 stieg er erstmals in den Campeonato Nacional da Guiné-Bissau, die höchste Spielklasse des Landes auf.